# Mare de Déu del Miracle de Balaguer
Mare de Déu del Miracle de Balaguer és un edifici religiós del municipi de Balaguer (Noguera) protegit com a bé cultural d'interès local.

## Descripció
Església realitzada amb carreus. A l'exterior tan sols es pot veure el mur de la façana, que es divideix en dos trams. 

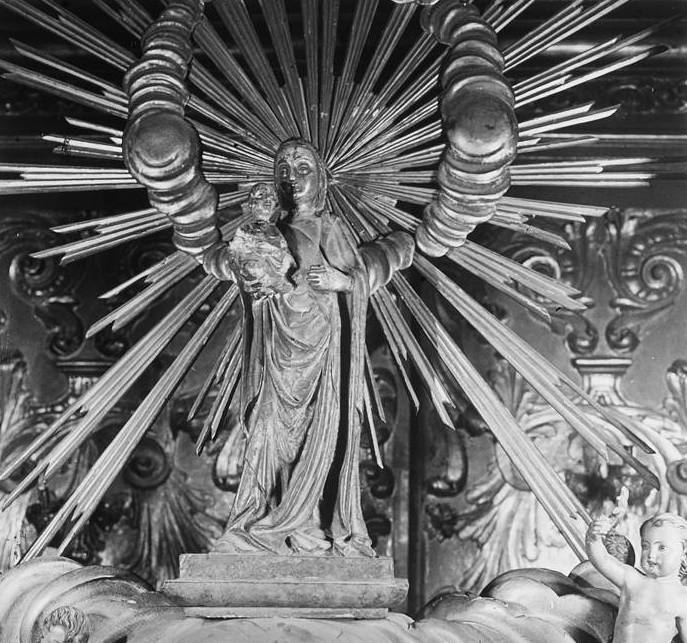
Imatge del Miracle (foto del 1913)

El primer tram estaria format per la porta d'accés, amb dues pilastres, una a cada costat i dos més a cada punta de l'edifici, aquestes pilastres aguanten un fris a sobre del qual començaria el segon tram. El segon tram estaria format per una fornícula, custodiada per l'acabament de les pilastres del costat de la porta i tres rosetons amb bastant decoració a la part superior. Corona l'edifici una ampla cornisa amb una creu a la punta.
Al costat esquerre s'aixeca un campanar, de planta quasi quadrada acabat amb una cúpula.A la part posterior de l'edifici es troba l'antiga muralla de la ciutat, compartint el pas del recinte emmurallat de Balaguer amb cases veïnes com la Casa Tarragona, mansió senyorial i antic convent de les Germanes Carmelites de la Caritat.
Al seu interior es guarda la talla gòtica de la Mare de Déu del Miracle.

## Història
La Mare de Déu del Miracle és una de les esglésies més estimades del Balaguer. Fou al segle xviii especialment, i encara en les primeres dècades del segle xix, quan la pietat dels balaguerins estava concentrada en aquest temple d'una manera esclatant.
La data més vella, certa i documentada, de l'existència de l'església del Miracle, és del 19 de maig de 1469. A principis del segle xvi l'església era parròquia. L'església del Miracle fou així mateix parròquia de Balaguer, és a dir, residència de la Comunitat de Capellans des de l'any 1835 fins al març de 1840, en què s'establí definitivament a l'església de Sant Josep. L'església actual del Miracle fou construïda l'any 1897, malgrat que a la façana correspon a l'anterior construcció dels anys 1692-1705.